# Honoré Wynants
Honoré Wynants was een Belgisch politicus en gemeentesecretaris. Hij was tot 1976 burgemeester van Sint-Martens-Voeren, dat tijdens zijn ambt in 1962 van de provincie Luik naar Limburg werd overgeheveld. Wynants verzette zich als Franstalige actief tegen deze overheveling tijdens de taalstrijd in België.

## Levensloop
Wynants was afkomstig uit Sint-Martens-Voeren en bekleedde voor zijn burgemeesterschap de functie van gemeentesecretaris van 's-Gravenvoeren. Hij werd later burgemeester van Sint-Martens-Voeren, een functie die hij uitoefende tot aan de gemeentelijke herindeling van 1976.
Gedurende de jaren 1960 en 1970 stond Wynants bekend als een prominente figuur binnen het Franstalige verzet tegen de administratieve overheveling van de zes Voerense gemeenten van de provincie Luik naar de provincie Limburg. Hij was actief betrokken bij lokale protesten en werkte samen met andere Franstalige gemeentebesturen in de streek.
In 1975 werd Wynants tijdelijk vervangen als gemeentesecretaris van ‘s Gravenvoeren door Jean-Louis Xhonneux, in een periode van sterke bestuurlijke spanningen.

## Nalatenschap
Honoré Wynants wordt in lokale geschiedschrijving herinnerd als een vertegenwoordiger van de Franstalige belangen in een sterk gepolitiseerde periode in de Belgische communautaire geschiedenis. Zijn rol is vooral relevant binnen het kader van de gemeentefusies in België en het Voerstreekconflict in de jaren 70.
Zijn zoon Armel Wynants bleef politiek actief binnen de Franstalige gemeenschap in de Voerstreek. 